# Papa Clement al VII-lea
Clement al VII-lea (nume burghez: Giulio de´Medici; n. 26 mai 1478, Florența, Republica Florentină – d. 25 septembrie 1534, Roma, Statele Papale) a fost membru al familiei de´Medici și papă al Romei din 18 noiembrie 1523 până la moartea lui.

## Biografie
Fiind un fiu ilegitim al lui Giuliano de´Medici din Florența, a intrat foarte devreme în Ordinul Ioaniților devenind prior, adică locțiitorul starețului la Capua. Vărul său, papa Leon al X-lea, l-a declarat fiu al familiei de´Medici rezultat dintr-o căsătorie secretă. Astfel Giulio a putut să ocupe fel și fel de funcții profitabile. Astfel, el a fost arhiepiscop de Florența (din 9 mai 1513), episcop de Albia (1513 – 1515), arhiepiscop de Narbonne (din 14 februarie 1515), administrator apostolic al episcopatului Albenga (1517 – 1518), episcop de Bologna (1518), administrator apostolic al episcopatului Embrun (1518), administrator apostolic al episcopatului Ascioli Piceno (1518), episcop de Eger (1520 -23) și administrator apostolic al episcopatului Worcester (1521 – 1522).
În data de 23 septembrie 1513 a fost ridicat în funcția de cardinal iar șase zile mai târziu Leon al X-lea l-a numit diacon-cardinal al bisericii titulare Sf. Maria in Domnica. Din 26 iunie 1517 biserica lui titulară a fost Sf. Clement, iar din 6 iulie același an Sf. Lorenzo în Damaso.
De la 6 iulie 1517 până în 19 noiembrie 1523 a ocupat funcția de vicecancelar al bisericii și de la 1 octombrie 1519  până la 1 noiembrie 1520 a fost șambelanul lui Leon al X-lea.
Pe 18 mai 1523 conclavul l-a ales papă. Încoronarea lui a avut loc puțin timp după ziua Sfântului Clement I, pe 26 noiembrie. Ca și în cazul succesorilor lui Clement al VIII-lea, Clement al IX-lea și Clement al XI-lea, numele ales de el urma să indice linia generală a pontificatului său („clemență”). De-a lungul întregului său pontificat, a încercat să sporească puterea politică a papalității, dar și a familiei de´Medici.
Din 1521 regele spaniol s-a aflat, alături de împăratul romano-german Carol Quintul, în război cu regele Francisc I al Franței. Ținta conflictului era nordul Italiei. Încercând inițial să rămână neutru, treptat s-a apropiat însă de tabăra germană. În 1526, după arestarea regelui Francisc, el a rupt alianța cu Carol Quintul, aderând Ligii de la Cognac. Ca urmare, în 1527 trupele imperiale au asediat, cucerit și prădat Roma (așa-numitul Sacco di Roma). Clement al VII-lea s-a refugiat atunci prin „Pasajul Borgo” în Castelul Sant'Angelo care a fost asediat de adversarii săi un timp îndelungat. Sub amenințarea asasinării Caterinei de' Medici, el s-a predat. După arestarea papei, întreaga familie de´Medici a fost izgonită din Florența.

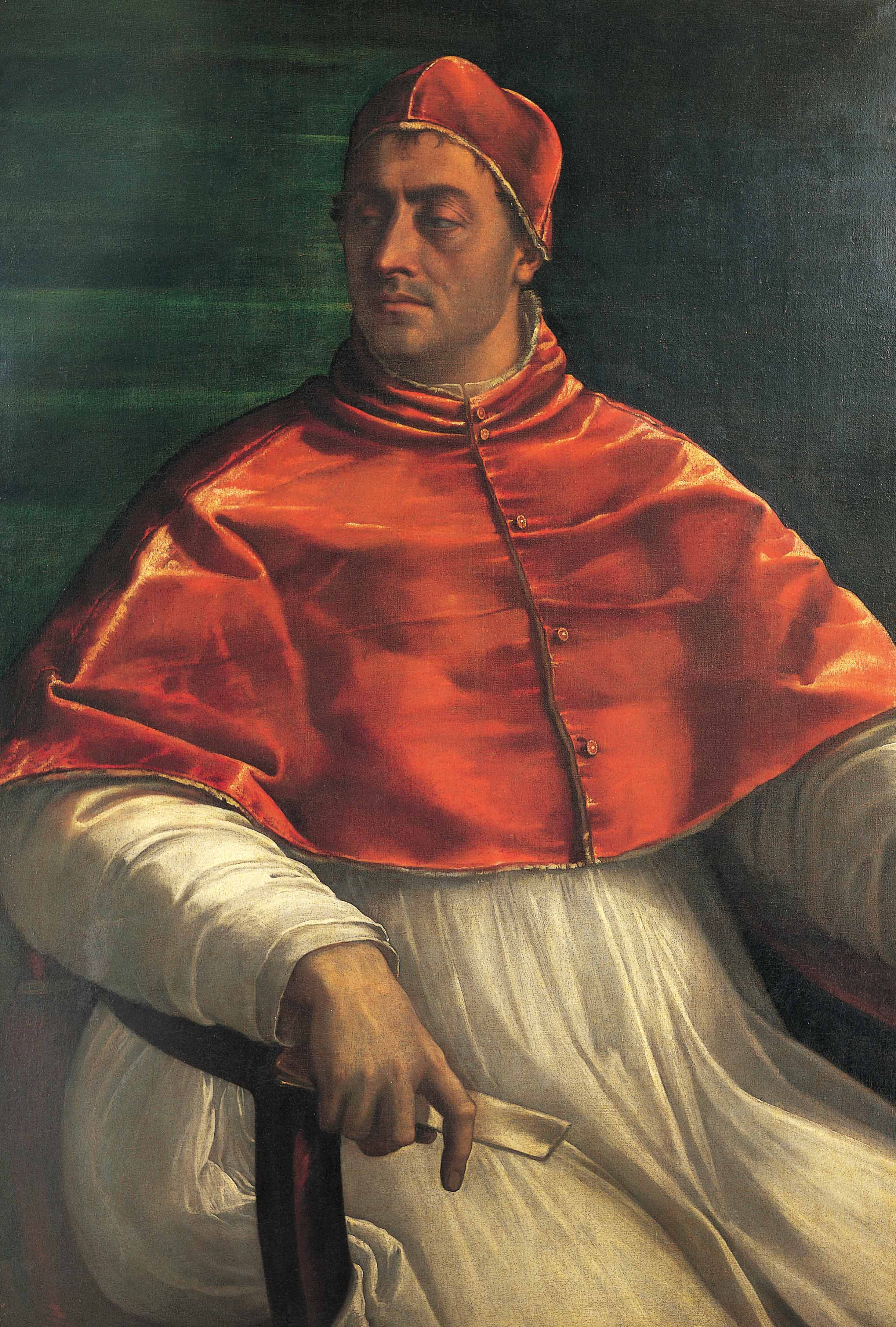
Papa Clement al VII-lea (Sebastiano del Piombo, c.. 1526)

În data de 29 iunie 1529 papa Clement al VII-lea a încheiat cu împăratul Carol Quintul Pacea de la Barcelona. Familia de' Medici a primit înapoi Florența, iar papa Clement al VII-lea și-a reintrat în drepturi în revenind pe Sfântul Scaun. Pe 24 februarie 1530 el l-a și încoronat pe Carol Quintul la Bologna.
Datorită Reformei Protestante, împăratul i-a cerut papei invocarea unui conciliu, ceea ce cel din urmă a refuzat. La fel, Clement al VII-lea a refuzat să aprobe dorința lui Henric al VIII-lea de a divorța de Caterina de Aragon, așa încât acesta a decis să nu mai recunoască autoritatea papală, ceea ce a avut ca urmare crearea Bisericii Anglicane și o nouă sciziune în Biserica Catolică. 
Clement al VII-lea a decedat pe 25 septembrie 1534 probabil în urma unei intoxicații cu ciuperci otrăvitoare. A fost înmormântat în Basilica „Santa Maria sopra Minerva” din Roma.